# Aeroporto di Perpignano-Rivesaltes
L'aeroporto di Perpignano-Rivesaltes è un aeroporto francese situato vicino alla città di Perpignano, nel dipartimento dei Pirenei Orientali.